# Værftshistorisk Selskab Frederikshavn
Værftshistorisk Selskab Frederikshavn (VHs) blev stiftet 6. januar 2000 med tidligere folketingsmedlem Ib Bjørn Poulsen og historiker Erik S. Christensen fra Bangsbo museum & arkiv som initiativtagere.
Værftshistorisk Selskab Frederikshavn er startet for at samle alle de gode kræfter for at bevare skibsværfternes historie, en historie om den største basisindustri i Danmark. En af årsagerne til oprettelse af foreningen var lukningen af skibsværftet Danyard i Frederikshavn i 1999.
Der er samlet en bestyrelse, som på såvel det skibstekniske som historisk faglige område kan løse opgaven på kvalificeret vis. Desuden er der i bestyrelsen personer, som vil kunne bidrage til at belyse værftshistorien ud fra et kultursociologisk og identitetsmæssigt perspektiv.

## Formål
Selskabet har til formål i dokumentationsform at fastholde og formidle værftshistoriens afgørende historiske betydning for * Frederikshavn og omegns udvikling, herunder:
- Indsamle og registrere værftshistorie.
- Skildre og formidle udviklingen fra etableringen af Frederikshavn (Buhls) Værft til lukningen af Danyard.
- Dokumentere og formidle værftsindustriens betydning for Frederikshavn og omegns kulturelle identitet.
- Ved hjælp af renovering og nybygning af skibe at kunne vise fremtiden hvorledes skibe gennem tiden er blevet bygget.

## Vision
Værftshistorisk Selskab har en vision om:
- at Frederikshavn, inden for de næste ti år, er centrum for dansk skibsbygnings historie.
- at Frederikshavn, inden for de næste femten år, er centrum for formidling af Dansk skibsbygnings historie.
- at Frederikshavn, inden for de næste tyve år, bliver det forskningsmæssige centrum for dansk skibsbygningshistorie.
- at Frederikshavn, i fremtiden, bliver centrum for bevaring af de gamle skibsbygningshåndværk.

## Samarbejde og opgaver
- I Værftshistorisk Selskab arbejder vi sammen med kommunalbestyrelsen, arbejdsgiverforeninger, fagforeninger, museer og uddannelsesinstitutioner om at udvikle en aktivitet for byen, egnen og dens indbyggere og en attraktion for de hundredetusinde af turister der hvert år rejser gennem Frederikshavn på vej mellem Skandinavien og Europa.

- Vi forestiller os en arbejdende udstilling, hvor gamle skibsbygningsmetoder vil blive anvendt til at bygge skibe efter gamle tegninger, hvor gamle skibe kan søge ind og blive repareret efter de oprindelige arbejdsmetoder. I dag tager skibsbevaringsfonden sig af, at de mange smukke gamle træskibe der stadig sejler, kan blive bevaret.

- Vi vil være med til, at også de snart 100 år gamle jern- og stålskibe får en chance for at blive bevaret. For at det kan lade sig gøre er vi nødt til at uddanne en arbejdsstyrke der kan bygge og reparerer efter de gamle principper.

- Vi vil være med til at bevare de gamle skibsbygningshåndværk som skibstømrer, sejlmager, nitter, stemmer, rigger, skibssmed, skibsbygger, brænder, svejser, kobbersmed, kedelsmed, maskinarbejder, rebslager, maler, elektriker, snedker. Derfor vil vi samarbejde med arbejdsgivere, fagforeninger og teknisk skole om uddannelse af medarbejdere.

- Vi vil i et samarbejde med skibsbevaringsfonden og Bangsbo-museet opbygge et bibliotek af gamle skibe, så forskere og skibsbygningsinteresserede mennesker kan se modeller i fuld skala.

- Vi vil i et samarbejde med Bangsbo museet opbygge en samling af værktøj, som der kan laves modeller af til anvendelse i den arbejdende udstilling.

- Vi vil i et samarbejde med arkivet på Bangsbo Museum & Arkiv opbygge et dokumentationscenter med billeder, tegninger og andet materiale om søfart og skibsbygning, som kan anvendes af forskere i hele verden.

## Ekstern henvisning
- Uddrag i opslaget er bragt med tilladelse fra Værftshistorisk Selskab